# Forth Bridge
 For alternative betydninger, se Forthbroen. (Se også artikler, som begynder med Forthbroen)
Forth Bridge er en jernbanebro af cantilevertypen over Firth of Forth vest for den skotske hovedstad Edinburgh. Den måler 2.529 meter i længden og vejer 53.000 ton. Den blev udnævnt til UNESCO's Verdensarvsliste i 2015.
Broen blev åbnet af Prinsen af Wales 4. marts 1890. Da den åbnede var det den længste cantileverbro i verden. Broen tog otte år at bygge og kostede mindst 71 mennesker livet. I alt arbejdede 4.500 personer på at bygge broen.
Den blev designet af to engelske ingeniører John Fowler og Benjamin Baker.

## Historie
Der har været færgesejlads over Firth of Forth siden det tolvte århundrende, da det i 1806 blev overvejet at bygge en tunnel under fjorden og i 1818 blev en hængebro designet. I 1870’erne blev der bygget en bro, der ikke holdt årtiet ud, da den blev ødelagt af en storm i slutningen af december 1879, hvilket vurderedes til at koste 75 mennesker livet, da de var passagerer i et tog.
Den nuværende bro blev foreslået i 1871, besluttet af parlamentet i 1872 og påbegyndt året efter.